# Erik Gaardhøje
Erik Foersom Gaardhøje (ur. 2 listopada 1938 we Frederikshavn, zm. 22 maja 2007) – piłkarz duński grający na pozycji bramkarza. W swojej karierze rozegrał 14 meczów w reprezentacji Danii.

## Kariera klubowa
Całą swoją karierę piłkarską Gaardhøje spędził w klubie Esbjerg fB. Zadebiutował w nim w 1956 roku w duńskiej lidze i grał w nim do 1966 roku. W latach 1961, 1962, 1963 i 1965 wywalczył z Esbjergiem cztery tytuły mistrza Danii. W 1964 roku zdobył Puchar Danii.

## Kariera reprezentacyjna
W reprezentacji Danii Gaardhøje zadebiutował 18 czerwca 1961 w przegranym 1:2 meczu Mistrzostw Nordyckich ze Szwecją, rozegranym w Kopenhadze. Wcześniej, w 1960 roku, zdobył srebrny medal Igrzyskach Olimpijskich w Rzymie. W kadrze narodowej od 1961 do 1963 roku rozegrał 11 spotkań.